# Банда Константина Молчанова

Константин Молчанов, главарь

Банда Константина Молчанова — преступное формирование, занимавшееся похищениями людей с целью выкупа за них в городе Саратове и его городе-спутнике Энгельсе, и убивавшее похищенных в случае попытки вмешательства милиции. Жертвами банды стали три человека.

## Предыстория
Во главе банды стоял жестокий уголовник со стажем Константин Молчанов. Знакомые знали его как радиолюбителя и спортсмена-экстремала. В свою банду он привлёк своего бывшего сокамерника Валерия Быкова и некоего Игоря Шайдетского. Также Молчанов пригласил в банду своих знакомых милиционеров — начальника 2-го боевого отделения ОМСН КМ ГУВД Саратовской области подполковника Валерия Жирнова и старшего оперуполномоченного того же отделения ОМСН капитана Николая Торгашова. Жирнов ранее воевал в Чечне, имел награды и во время своей командировки в период Первой чеченской кампании привёз в Саратов целый арсенал — автоматы, магнитные мины, пистолеты, тротил и многое другое. Для Молчанова это стало приятной неожиданностью, и вскоре банда принялась за подготовку своего первого дела.
|               |                |                  |                  |
| Валерий Быков | Валерий Жирнов | Игорь Шайдетский | Николай Торгашов |

## Первые похищения
Первой жертвой похитителей стал предприниматель из Энгельса — директор завода «Металлист» Александр Заикин. 26 декабря 2000 года переодетые в милицейскую форму Быков и Молчанов остановили машину Заикина, надели на всех находившихся в ней наручники и отвезли их домой. В доме бандиты похитили 18 тысяч долларов, затем завезли Заикина в безлюдное место и, вручив ему ключ от наручников, отпустили.
Следующее похищение банда совершила уже в 2002 году. Жертвой похищения стала жена директора крупной строительной фирмы Саратова Бентемира Шамхалова. Шамхалову позвонил по телефону Быков с требованием выкупа в 100 тысяч долларов. Через три дня похитители согласились на 70 тысяч, и жену Шамхалова отпустили.

## Похищение и убийство братьев Бандориных

Евгений Бандорин

Алексей Бандорин

Самым громким делом банды стало похищение и убийство Евгения Бандорина. Бандорин был известной фигурой в Саратове. Он был начальником медицинской службы компании «Югтрансгаз» — местного подразделения компании «Газпром». Не менее известным в городе был и его брат Алексей Бандорин, который занимал должность председателя совета директоров «Газнефтьбанка» — также местного подразделения «Газпрома».
20 сентября 2004 года Евгений Бандорин был похищен около своего коттеджа несколькими членами банды в милицейской форме. Жене Евгения позвонил всё тот же Быков и потребовал 1 миллион долларов за его жизнь. В течение двух недель шли переговоры, после чего бандиты согласились на 450 тысяч долларов.
Встречу назначили на 2 октября 2004 года на острове в разливе Волги рядом с новым мостом, соединившим Саратов и Энгельс. Деньги должен был оставить в условленном месте Алексей Бандорин. Его сопровождали лейтенант милиции Виктор Пруцких и один из охранников «Газнефтьбанка». Боясь, что сопровождающие увидели их, Молчанов, не задумываясь о последствиях, бросил гранату и открыл шквальный огонь. Алексей Бандорин и Виктор Пруцких погибли на месте, а охранник из «Газнефтьбанка» получил тяжёлое ранение. После этого бандиты спешно покинули остров.
На следующий день было обнаружено и тело Евгения Бандорина в лесу на окраине Саратова. Он был убит Молчановым и Быковым  за несколько часов до перестрелки на острове ударами молотка по голове.
Вскоре после похорон Быков вновь позвонил родителям Бандориных и продолжил вымогать у них деньги.

## Расследование и аресты
На одной из видеокассет, которые похитители в процессе переговоров передавали родственникам Евгения Бандорина, в кадр попала мощная магнитная мина, которую практически невозможно было раздобыть. Следователи уже давно подозревали, что в рядах преступной группировки есть сотрудники милиции. А в свете последних событий круг подозреваемых сузился — подобное оружие, посчитали они, возможно было раздобыть только во времена чеченских командировок. Таким образом, вышли на подозреваемых — подполковника Жирнова и капитана Торгашова.
Жирнов и Торгашов были арестованы. Оба они вскоре признались в совершенном и выдали остальных сообщников — Молчанова, Быкова и Шайдетского. Первые двое были задержаны, а Шайдетский скрылся.
Молчанов и Быков также не отпирались и вскоре признались во всех преступлениях.
В июле 2006 года был арестован Шайдетский.

## Суд
Присяжные признали всех четырёх виновными. На основании их вердикта в 2006 году Саратовский областной суд приговорил Константина Молчанова к пожизненному лишению свободы. Валерий Быков получил 25 лет лишения свободы, Валерий Жирнов — 20 лет, Николай Торгашов — 15 лет. В настоящее время Молчанов отбывает наказание в ИК-18 «Полярная сова» в Ямало-Ненецком автономном округе.
В 2007 году Шайдетский был приговорён к 17 годам лишения свободы.